# Heidelberg United FC
Heidelberg United FC är en fotbollsklubb från Melbourne i Australien. Klubben spelar i Victorian Premier League som är den högsta serien i den australiensiska delstaten Victoria. Klubben spelade tidigare i den numera nerlagda proffsligan National Soccer League (NSL). Totalt spelade de 17 säsonger i NSL mellan 1977 och 1995.